# Sisu K-44
Der Sisu K-44 war ein 4×4+2-angetrieber Lastkraftwagen des finnischen Fahrzeugherstellers Suomen Autoteollisuus (SAT). Er wurde zwischen 1959 und 1965 produziert. Die gebräuchlichsten Anwendungen waren der Transport von Holz oder als Muldenkipper. Der K-44 wurde für seine hervorragenden Steigfähigkeiten gelobt. Die gesetzlich zulässige maximale Zuladung lag zwischen 7800 und 11.750 kg und mit einem Anhänger bis zu 20.000 kg. Der K-44 wurde von Leyland-Dieselmotoren mit Leistungen zwischen 85,8 bis 156,7 kW angetrieben.
Das Nachfolgermodell war der Sisu K-145.

## Planung
In den 1960er Jahren wurden Sattelauflieger häufig für Holztransporte eingesetzt. Die maximal zulässige Achslast des bestehenden 4×4 Sisu K-40 wurde dabei oft bei Holztransporten überschritten. Die Lösung war ein Lastwagen mit einer zusätzlichen, nicht angetriebenen dritten Achse an der Rückseite, ausgelegt als Tandemachse mit der hinteren Antriebsachse. Das neue Modell, der Sisu K-44, wurde im Jahre 1959 eingeführt, mit einer Auswahl an verschiedenen Motorgrößen sowohl im Mittelgewicht Kontio- als auch bei den schweren Jyry-Klassen. Die angetriebene Vorderachse und das Verzweigungsgetriebegehäuse wurden beim K-44 vom K-40 übernommen. Die Tandemachse, von denen nur die erste Achse angetrieben wurde, kam vom K-34. Diese Antriebsart, genannt 4×4+2, wird nur selten außerhalb von Finnland eingesetzt. Jedoch hatte Vanajan Autotehdas, einer der wichtigsten inländischen Konkurrenten von SAT, eine ähnlich konfiguriertes Fahrzeug bereits ein Jahr zuvor eingeführt.

## Eigenschaften

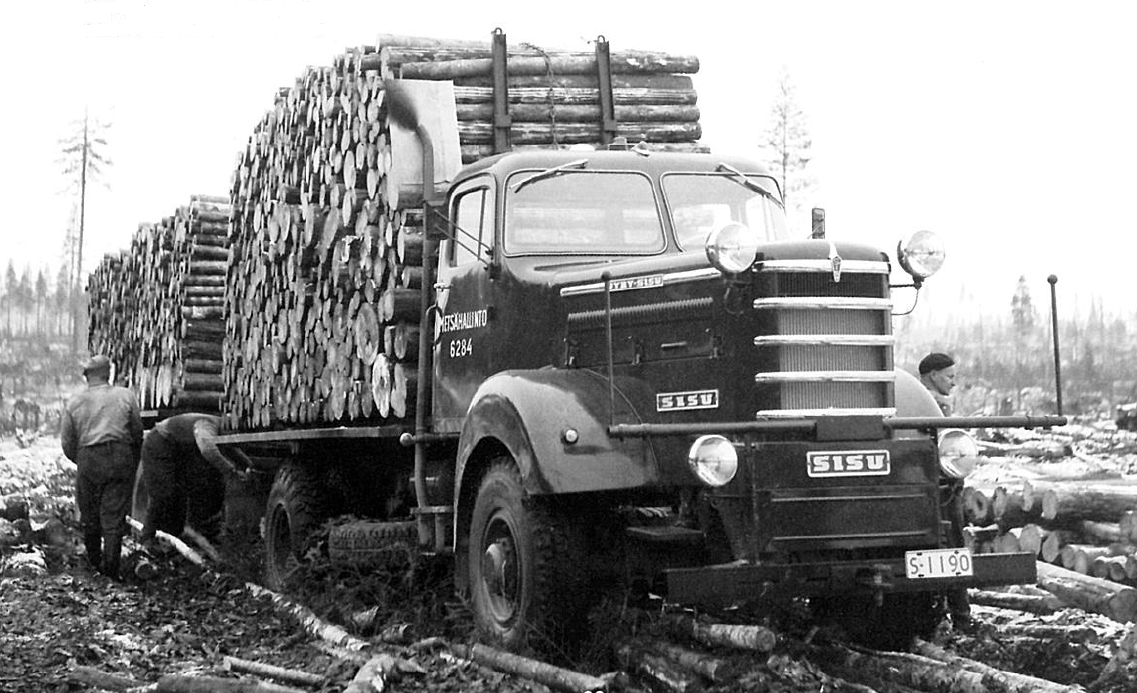
Sisu K-44ST bei seiner typischen Nutzung: der Abtransport von Holz im Gelände

Beim Sisu K-44 wurde besonderer Wert auf gute Geländetauglichkeit gelegt. So ist durch den besonderen Mechanismus der nicht angetriebenen Hinterachse eine maximale Steigfähigkeit von 86 % gegeben bei einem Reibungskoeffizienten von μ = 0,65, bei angehobener Hinterachse, weil so der Anteil des maximalen Fahrzeuggewichts erhöht werden kann. Vergleichbare andere Modelle in 6×4-Bauweisen kommen dagegen auf 55 % und 6×2-Lkw kommen nur auf 29 %. Hingegen ist mit abgesenkter Hinterachse die Lastverteilung in weichem Gelände auf eine größere Aufstandsfläche gegeben.
Der K-44 war rund 27 % teurer als der entsprechende Sisu K-34 6×2 mit einer nicht angetriebenen Vorderachse und gleicher Kapazität.
Der Leyland-O.375-Motor, der in frühen Kontio-Sisu K-44SU Modellen verwendet wurde, war eine Weiterentwicklung des O.350-Motors, der seit den frühen 1950er Jahren einen guten Ruf in den Sisu-Lkw gewonnen hatte. Die Leistung des O.375 verbesserte das Ansehen von Leyland als Motoren-Produzenten. Hingegen konnte der 1962 eingeführte O.400-Motor nicht überzeugen, da bei ihm die Zylinderbuchsen brachen. Obwohl dieser Mangel bald behoben wurde, beschädigten die Probleme mit dem O.400 den Ruf von Leyland als auch von Sisu.
Die leistungsfähigen und zuverlässigen Leyland O.680-Motoren vom schweren Jyry-Sisu K-44-Modell hatten dazu beigetragen, dass Sisu Marktführer im Bereich der Schwerlast-Lkw in Finnland wurde. Probleme bereitete aber der 1963 eingeführte neue O.680 Power Plus-Motor, da der Motor stark an „Kinderkrankheiten“ litt. Die Jyrys waren die ersten Lkw, in denen dieser Motor eingesetzt wurde.

## Verwendung
Obwohl der K-44 ursprünglich als Sattelzugmaschine entwickelt wurde, wurde der Lkw schon bald auch zum Ziehen von herkömmlichen zweiachsigen Anhängern verwendet, die ein deutlich höheres allgemeines Gesamtgewicht erlaubten.
Einige der Jyry-Versionen mit demontierbarer Plattform wurden an die finnischen Streitkräfte im Jahr 1965 geliefert.

## Technische Daten

### Motor
Für den K-44 gab es fünf verschiedene Dieselmotoren von Leyland Motors. Zuerst wurden die mittelgroßen Modelle der Kontio-Klasse mit 85,8 kW (117 PS; 115 hp) mit dem Leyland O.375-Motor ausgestattet. Diese wurden im Jahr 1962 mit dem Leyland-Motor O.400 mit 100,7 kW (137 PS; 135 hp) ausgestattet, der eine um 18 % höhere Ausgangsleistung und ein um 15 % höheres Drehmoment aufwies, jedoch nur einen um knapp über 6 % größeren Hubraum.
In der schweren Jyry-Klasse dem K-44ST kam der Leyland-Motor O.600 mit 109,7 kW (149 PS; 147 hp) zum Einsatz, während der K-44SP mit dem Leyland-Motor O.680 mit 123,1 kW (167 PS; 165 hp) erhältlich war. Spätere Modelle des K-44SP waren auch mit dem 156,7 kW (213 PS; 210 hp) leistenden Leyland O.680 „Power Plus“-Motor erhältlich.
Alle Motoren waren Reihensechszylinder-Diesel mit Direkteinspritzung und trockenen Zylinderlaufbuchsen. Die Leichtmetallkolben waren mit drei Druckringen und zwei Ölabstreifringen ausgestattet. Die Kurbelwelle wurde von sieben Hauptlagern abgestützt. Die Einspritzpumpe, die mit 24 Volt betrieben wurde, wurde von CAV geliefert. Ein Zahnrad-angetriebener Kompressor war serienmäßig.
| Motorendaten                          | K-44SU Kontio       | K-44SV Kontio        | K-44ST Jyry          | K-44SP Jyry          | K-44BP Jyry                |
| ------------------------------------- | ------------------- | -------------------- | -------------------- | -------------------- | -------------------------- |
| Hersteller und Modell                 | Leyland O.375       | Leyland O.400        | Leyland O.600        | Leyland O.680        | Leyland O.680 „Power Plus“ |
| Motorkennbuchstabe (SAT-Nomenklatura) | AMU                 | AMV                  | AMT                  | AMP                  | BMP                        |
| Beschreibung                          | 6-Zyl. Reihendiesel | 6-Zyl. Reihendiesel  | 6-Zyl. Reihendiesel  | 6-Zyl. Reihendiesel  | 6-Zyl. Reihendiesel        |
| Hubraum                               | 6 160 cm³           | 6 540 cm³            | 9 800 cm³            | 11 100 cm³           | 11 100 cm³                 |
| Max. Leistung                         | 85,8 kW /2400 1/min | 100,7 kW /2400 1/min | 109,7 kW /2100 1/min | 123,1 kW /2100 1/min | 156,7 kW /2000 1/min       |
| Max. Drehmoment                       | 382 Nm /1100 1/min  | 441 Nm /1600 1/min   | 583 Nm /1100 1/min   | 665 Nm /1100 1/min   | 765 Nm /1200 1/min         |
| Verdichtungsverhältnis                | 16:1                | 16:1                 | 15,75:1              | 15,75:1              | 15,75:1                    |
| Kraftstoffverbrauch                   | 228 g/kWh           | 228 g/kWh            | 214 g/kWh            | 214 g/kWh            | 228 g/kWh                  |

### Kraftübertragung

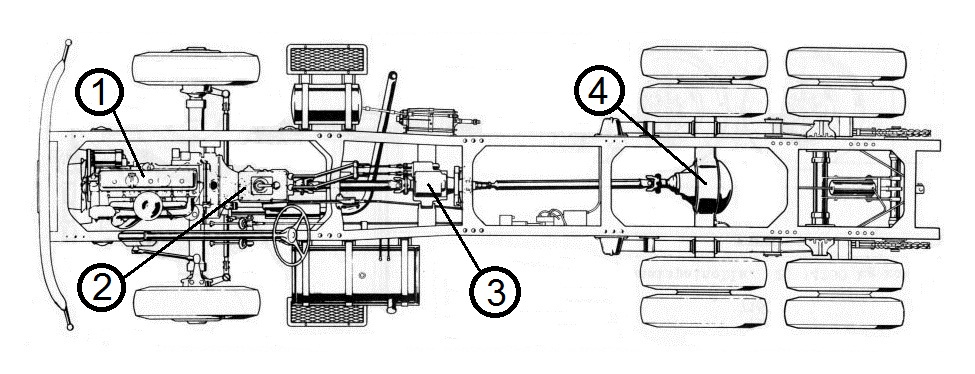
Sisu K-44SU Motor und Getriebe. 1 = Motor (Leyland O.375), 2 = Hauptgetriebe, 3 = Sekundärgetriebe, 4 = Antriebsachse des Tandems

#### Kupplung und Getriebe
Die Einscheibentrockenkupplung hatte einen Durchmesser von 412 mm und eine Torsionsdämpfung aus Gummi. Die frühen Kontio-Modelle wurden mit einem Fünfganggetriebe ausgestattet, während der schwere Jyry mit einem Sechsganggetriebe ausgestattet war. Der sechste Gang war als Schnellgang ausgelegt. Es gab keine Synchronisierung, aber die Zahnenden von den Zahnrädern wurden abgeschrägt, um das Einlegen der Gänge zu erleichtern. Eine zusätzliche Kraftabgabewelle war zum Antrieb von Zusatzfunktionen, wie zum Beispiel des Kippmechanismus bei Kipperaufbauten wahlweise erhältlich.
Das Getriebe des mittelschweren Kontio-Modells wurde im Jahr 1962 geändert, als der 85,8-kW-Leyland-O.375-Motor durch den 100,7-kW-O.400-Motor ersetzt wurde. Da der neue Motor seine Leistung bei einer wesentlich höheren Drehzahl abgab, die bei 1600 1/min statt 1100 1/min lag, und sich daraus ganz unterschiedliche Drehmomentkurven ergaben, wurde nun ein Sechsganggetriebe verwendet, bei dem die unteren Gänge geändert wurden, während die oberen Gänge ungefähr gleich blieben.
Eine wichtige Komponente war ein Verteilergetriebe mit einem Drehmomentverteiler, das zwischen dem Hauptgetriebe und der Tandemachse lag. Der Drehmomentverteiler enthielt ein zweistufiges Untersetzungsgetriebe und ein Längsdifferential. Das Verteilergetriebe war in zwei Versionen mit leicht unterschiedlich niedrigen Gängen erhältlich. In dem Modell „AVV“ gab es eine langsamere Übersetzung von 2,48:1, während die „AVD“- Variante ein Übersetzungsverhältnis von 2.47:1 hatte. Mit der langsamen Übersetzung wurde auch die Vorderachse angetrieben. Die Variante „AVD“ enthielt ein Planetengetriebe, das das Drehmoment im Verhältnis von 23:77 auf die Vorder- und die angetriebene Hinterachse verteilte.

#### Tandemachse

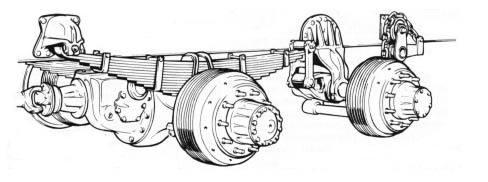
Die Tandemachse des Sisu K-44

Die vordere der beiden Tandemachsen ist angetrieben. In vollbeladenem Zustand trägt die vordere Achse etwa 62 % des Gesamtgewichts auf dem Tandem. Die hintere, nicht angetriebene Achse, ist mit der angetriebenen Achse durch einen einfachen Mechanismus, bestehend aus 3,5 Zoll breiten und 1500 mm langen Blattfedern und Schwinghebel, verbunden. Um die Traktion bei erhöhtem Drehmoment des Motors zu verbessern, verschiebt ein Mechanismus die Belastung der Hinterachsen in Richtung der angetriebenen Hinterachse. Dieses kann auch manuell im Stand mit einem mechanischen System, bestehend aus Feder und Kipphebel und elektro-hydraulischem System erfolgen. Um den Kraftstoffverbrauch und den Reifenverschleiß zu verringern, kann die hintere Hinterachse auch angehoben werden, was auch den Wendekreis reduziert.
Die Radgröße ist 7,5-20" und jedes Rad wird durch zehn Muttern befestigt. Beide Achsen auf dem Tandem sind mit Doppelrädern ausgestattet, abgesehen von dem Typ K-44ST, der Einzelräder auf der nicht angetriebenen Achse hat.
Der normale Radstand des Tandems ist 1150 mm. Alternative Radstände von 1200 mm und 1270 mm sind in den Datenblättern des Herstellers enthalten.
Bei den frühen Versionen des Tandems war die angetriebene Achse identisch mit denen der Mittelgewichts Kontio- und der schweren Jyry-Versionen. Die Achse vom Typ „ATK“ war von SAT entwickelt worden und basierte auf dem Typ „ATD“ die ursprünglich für Modelle der frühen 1950er Jahre entwickelt worden war. Die „ATK“-Achse stellte sich bei den Kontio-Modellen  als ausreichend dimensioniert heraus, für die Jyry-Modelle aber als zu schwach, worauf SAT in den frühen 1960er Jahren den Typ „BTK“ für die schwereren Varianten entwickelte.
Das Achsgehäuse ist eine Schweißkonstruktion die aus geformten Stahlteilen besteht. Die Transaxle ist ein Hypoidantrieb.

#### Vorderachse
Die angetriebene Vorderachse enthält eine Doppelreduktion und ein Sperrdifferential. Die Achsschenkel sind durch Kegelrollenlager gelagert, und die Antriebswellen sind mit homokinetischen Gelenken ausgestattet. Die Radnaben enthalten Planetengetriebe, um eine größere Bodenfreiheit zu ermöglichen ist eine kleine Differenzialeinheit verbaut. Die Vorderradaufhängung hat 3,5 Zoll breite und 1500 mm lange Blattfedern und Teleskopstoßdämpfer. Die Radgröße ist 8.0-20 ", und mit zehn Muttern befestigt.

### Bremsen
In den früheren Modellen waren hydraulisch betätigte Trommelbremsen mit pneumatischer Unterstützung verbaut. In späteren K-44 Modellen sind S-Nockenbremsen nach einem Entwurf von SAT verbaut. SAT bewarb diese Bremsen als besonders robust und stabil durch ihre gegossenen Schuhe und den dicken Ankerstift. Die Handbremse ist mechanisch und wirkt direkt auf eine Trommelbremse.
Eine handbetätigte Anhängerbremsanlage und Abgasbremse waren als optionales Zubehör erhältlich.

### Fahrerhaus und andere Geräte

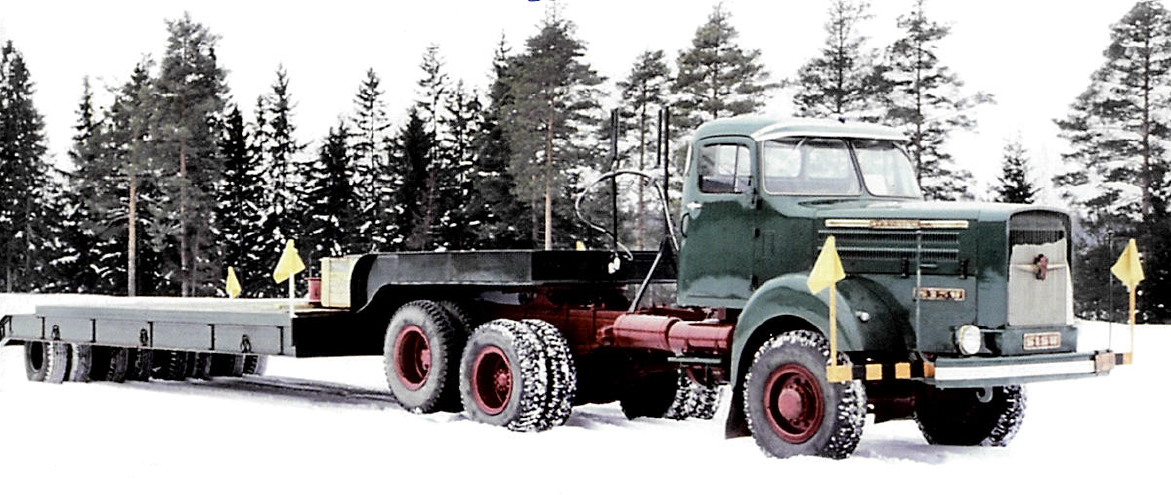
Jyry-Sisu K-44BP mit dem sogenannten Tropenkühler, der für eine bessere Motorkühlung sorgt

Das Normfahrerhaus enthält Platz für den Fahrer und zwei Passagiere. Optional war eine erweiterte Kabine mit einem Bett erhältlich. Beide Fahrerhäuser waren von innen isoliert und verkleidet. Die Heizungsanlage war mit Lüftungsdüsen für die Windschutzscheibe zur Entfeuchtung ausgestattet. Das Armaturenbrett war mit Tachometer plus Kilometerzähler bestückt. Daneben gab es Anzeigen für die Wassertemperatur, Öldruck, Kraftstoffanzeige und ein Spannungsmesser. Eine Anzeige für die Luftdrücke in den Bremsanlagen war mit Warnleuchten und diversen anderen Warnleuchten ausgestattet, so zum Beispiel für zu langes Auslösen des elektro-hydraulischen Systems der Hinterachsen.
Ein vom Motor angetriebener Kompressor versorgte das Servosystem für den hydraulischen Bremskreis. Das Druckluftsystem umfasste auch einen Filter, einen 40-Liter-Tank mit Ablassventil und eigenem Frostschutzsystem, sowie ein Ventil ab dem, mittels Schlauch, die Räder aufgepumpt werden konnten.
Ein Drehzahlmesser und Tachograph waren optional. Eine hydraulische Servolenkung war als Option für das Schneckenlenkgetriebe erhältlich.
Das 12/24-V-Volt-Bordnetz enthielt zwei 135-Ah-Batterien. Die Leistung konnte durch einen manuell betätigten Leistungsschalter in der Kabine geschaltet werden.
Der 120-Liter-Kraftstofftank war unterhalb der Kabine auf der linken Seite des Fahrzeugs angeordnet. Ein 200-Liter-Tank war als Option erhältlich.
Auch erhältlich als Option war eine Frontseilwinde mit 8–10 Tonnen Kapazität, die aus dem Untersetzungsgetriebe durch eine „Multi-Joint-Welle“ und Schneckengetriebe angetrieben wurde. Die Richtung der Winde konnte mit dem Untersetzungsgetriebe gewendet werden.

### Dimensionen und Gewichte
Das voll beladene maximale Fahrzeuggewicht in der Tabelle unten folgt den damaligen finnischen Rechtsvorschriften und ist nicht unbedingt das gleiche wie in den Herstellerangaben.
Die technisch zulässigen Gewichte wurden im Jahr 1967 erhoben, nachdem die Produktion des K-44 bereits beendet worden war. Für bestimmte Anwendungen, wie beispielsweise auf Baustellen, konnte eine Sondergenehmigung erteilt werden, die ein noch höheres maximales Gesamtgewicht von 21.500 kg für einen vollbeladenen schweren Jyry-Sisu K-44 erlaubte.
Der Lkw war 7945 bis 10.495 mm lang, 2320 mm breit und 2750 mm hoch.
| Fahrgestellversion / Radstand | 3 600 mm + 1150 mm | 4 000 mm + 1150 mm | 4 150 mm + 1150 mm | 4 500 mm + 1150 mm | 5 400 mm + 1150 mm |
| Dimensionen                   | Dimensionen        | Dimensionen        | Dimensionen        | Dimensionen        | Dimensionen        |
| ----------------------------- | ------------------ | ------------------ | ------------------ | ------------------ | ------------------ |
| Länge (K-44SU/SV)             | 6 760 mm           | 7 160 mm           | —                  | 7 660 mm           | —                  |
| Länge (K-44ST)                | 7 945 mm           | —                  | 8 445 mm           | 8 995 mm           | 10 495 mm          |
| Länge (K-44SP/BP)             | 7 945 mm           | —                  | 8 645 mm           | 8 995 mm           | 10 495 mm          |
| Gewichte vom Kontio           |                    |                    |                    |                    |                    |
| Leergewicht (K-44SU/SV)       | 5 400 kg           | 5 620 kg           | —                  | 5 680 kg           | —                  |
| Gesamtgewicht (K-44SU/SV)     | 13 600 kg          | 14 200 kg          | —                  | 14 200 kg          | —                  |
| Gewichte vom Jyry             |                    |                    |                    |                    |                    |
| Leergewicht (K-44ST)          | 6 200 kg           | —                  | 6 175 kg           | 6 175 kg           | 6 200 kg           |
| Gesamtgewicht (K-44ST)        | 14 000 kg          | —                  | 14 800 kg          | 14 800 kg          | 14 800 kg          |
| Leergewicht (K-44SP/BP)       | 6 440 kg           | —                  | 6 400 kg           | 6 650 kg           | 6 750 kg           |
| Gesamtgewicht (K-44SP/BP)     | 17 400 kg          | —                  | 16 000 kg          | 18 400 kg          | 18 400 kg          |

Das Gesamtgewicht des Sisu K-44SP mit dem Anhänger Sisu FA-22 oder FA-32 betrug 30.000 kg im Jahr 1962 und die Nutzlast lag zwischen 19.600 und 20.000 kg.